# The Best of Morphine: 1992-1995
The Best of Morphine: 1992-1995 é uma compilação de êxitos da banda Morphine, lançado pela Rykodisc em 2003. Inclui músicas dos primeiros quatro álbuns da banda (Good, Cure for Pain, Yes e B-Sides and Otherwise), assim como a faixa "Jack e Tina", descrita pelo baterista Billy Conway como "a mais bela música que Mark Sandman escreveu". Na Europa, o álbum foi lançado como The Best Of Morphine e incluiu também uma canção do álbum Like Swimming e duas músicas do álbum The Night. Estas tiveram que ser omitidas nos EUA porque The Night foi lançado pela DreamWorks Records, e não Rykodisc, na América do Norte.

## Faixas

### Edição EUA
1. "Buena" (de Cure for Pain)
2. "Honey White" (de Yes)
3. "You Speak My Language" (de Good)
4. "Cure For Pain" (de Cure for Pain)
5. "Candy" (de Cure for Pain)
6. "Have A Lucky Day" (de Good)
7. "I'm Free Now" (de Cure for Pain)
8. "Thursday" (de Cure for Pain)
9. "Super Sex" (de Yes)
10. "Whisper" (de Yes)
11. "Radar" (de Yes)
12. "You Look Like Rain" (de Good)
13. "Jack And Tina" (inédito)
14. "Pretty Face" (inédito)
15. "Shame" (from B-Sides and Otherwise)
16. "Sexy Christmas Baby Mine" (inédito)

### Edição Europeia
1. "Have A Lucky Day" (de Good)
2. "You Look Like Rain" (de Good)
3. "You Speak My Language" (de Good)
4. "Thursday" (de Cure for Pain)
5. "Buena" (de Cure for Pain)
6. "Cure For Pain" (de Cure for Pain)
7. "Honey White" (de Yes)
8. "Super Sex" (de Yes)
9. "Whisper" (de Yes)
10. "Eleven O'Clock" (de Like Swimming)
11. "Top Floor, Bottom Buzzer" (de The Night)
12. "The Night" (de The Night)
13. "Jack And Tina" (inédito)
14. "Pretty Face" (inédito)
15. "Shame" (from B-sides and Otherwise)
16. "Sexy Christmas Baby Mine" (inédito)

## Créditos
- Dana Colley — saxofones
- Mark Sandman — baixos, voz, teclado, guitarras
- Billy Conway — bateria e percussão

- Jerome Deupree — bateria nas faixas 1, 5, 6, 7, 8, 14
- Charlie Kohlhase — saxofone barítono na faixa 13